# A Saucerful of Secrets (album)
1968. június 29-én jelent meg a Pink Floyd második nagylemeze, az A Saucerful of Secrets; sokan ezt tartják az első progresszív-rockalbumnak. A felvételek nagy része az Abbey Road Studiosban zajlott 1967 májusa és 1968 májusa között, néhány dalt viszont a De Lane Lea Studiosban vettek fel. Syd Barrett elmeállapotának romlása miatt ez volt az utolsó Pink Floyd-album, melynek készítésében részt vett. Az elhúzódó stúdiómunka alatt Barrett egyre labilisabbá vált, ezért a zenekar többi tagja 1968 januárjában David Gilmour segítségét kérte. Meg akarták kímélni Barrettet a fellépések okozta nyomástól, ezért azt akarták, hogy továbbra is ő írja a dalokat, de nyilvános előadásukban ne vegyen részt. Végül március elején Barrett kivált az együttesből, így az albumot az új felállásnak kellett befejeznie. Ennek eredményeképp az A Saucerful of Secrets a Pink Floyd egyetlen új dalokat tartalmazó albuma, melyen a zenekar mind az öt tagja szerepel: Gilmour öt dalban (Let There Be More Light, Corporal Clegg, Set the Controls for the Heart of the Sun, A Saucerful of Secrets, See-Saw), Barrett pedig háromban (Remember a Day, Set the Controls for the Heart of the Sun, Jugband Blues). A Jugabnd Blues mellett Barrett a Vegetable Mant szánta az albumra. A többiek viszont úgy gondolták, hogy zavarossága és túlzott őszintesége miatt nem illik az albumra, ezért nem is került fel rá. Barrett másik terve az volt, hogy a dalt kislemezen, a Scream Thy Last Scream B-oldalán adják ki. Ebből sem lett semmi.
A borító bal felső sarkában a Marvel Comics képregény-univerzumában szereplő Mindenség Bírája látható. A Set the Controls for the Heart of the Sun a Pink Floyd egyetlen dala, melyben a zenekar mind az öt tagja játszik.

## Kiadások
Az album az Egyesült Királyságban 1968 júniusában mono (SX 6258) és sztereó (SCX 6258) változatban is megjelent; a brit listákon a 9. helyet érte el. Ez a Pink Floyd egyetlen albuma, ami fel sem került az amerikai listákra (néhány hónappal azelőtt a The Piper at the Gates of Dawn amerikai kiadása, a Pink Floyd is a lista alján volt). A sztereó kiadás első CD-változata 1987-ben, a digitálisan újrakevert CD pedig az 1992-es Shine On box set részeként jelent meg. Az újrakevert sztereó CD egymagában 1994-ben, majd 1995-ben az USA-ban is megjelent. A mono változat CD-n hivatalosan sosem jelent meg, bár léteznek digitális kalózfelvételei (úgynevezett RoIO-k).
- 1968 LP Tower ST-5131
- 1987 CD Capitol C2-46383
- 1994 CD Capitol 46383
- 1994 CD Capitol 1063
- 1995 CD EMI 7243 8 29751 20
- 2001 CD Virgin 65732

## Az album dalai
1. Let There Be More Light (Roger Waters) – 5:38
2. Remember a Day (Richard Wright) – 4:33
3. Set the Controls for the Heart of the Sun (Roger Waters) – 5:28
4. Corporal Clegg (Roger Waters) – 4:13
5. A Saucerful of Secrets (Roger Waters – Richard Wright – Nick Mason – David Gilmour) – 11:57
6. See-Saw (Richard Wright) – 4:36
7. Jugband Blues (Syd Barrett) – 3:00

## Kislemezek
- Let There Be More Light/Remember a Day – 1968. augusztus 19. (csak az USA-ban és Japánban jelent meg)

## Idézet
Újra kellett kezdenünk. A Saucerful of Secrets volt a kezdet egyfajta visszatéréshez. Olyan album volt, ahonnan tovább fejlődhettünk.
Én írtam a címadó dalt és emlékszem, hogy Norman azt mondta: „Nem csinálhatsz ilyet, ez túl hosszú. Három perces dalok kellenek”. Akkorra már elég pimaszok lettünk, és azt mondtuk: „Ha nem tetszik, akkor el is mehetsz”. Azt hiszem, jól tettük. Ugyanúgy, ahogy a See Emily Playt sem játszottuk élőben.
Norman (Smith) a Beatles hangmérnöke volt és látta, hogyan jutott George Martin a csúcsra a Beatles producereként. Ő ugyanezt akarta. Velünk és a Pretty Thingsszel próbálkozott. Valamelyikünkből mindenképp egy új Beatlest akart faragni. Viszont rengeteget tanultunk tőle a stúdióban. Nagyon jól megvoltunk. Néhányszor viszont be kellett látnia, hogy nem fogunk úgy táncolni, ahogy ő fütyül.
Nem hiszem, hogy azóta meghallgattam őket (Remember a Day, See-Saw). Tanulási folyamat volt. A szövegek szörnyűek voltak, bár akkoriban rengeteg dalszöveg volt szörnyű.
Sosem hittem volna, hogy egyszer dalokat fogok írni, a kezdeti időszakban pedig nem is kellett ezzel foglalkoznom, mert Syd írt mindent. Csak azután kellett nekünk is írni, hogy ő már nem volt hajlandó rá. Mindenhol, még az iskolában is azt mondták nekem, hogy mindenben reménytelenül tehetségtelen vagyok, úgyhogy nem nagyon bíztam magamban.
A hajukat tépték idegességükben, végül új gitárost szereztek, így Sydnek nem kellett volna gitároznia, csak énekelnie. Dave csatlakozása után négy vagy öt hétig öten játszottak együtt. Ez sokat segített, mert Dave tudta, mit csinál. Később azonban rádöbbentek, hogy ha tovább akarják folytatni, Sydnek mennie kell. Nem tudom, hogy Syd döntött a távozás mellett vagy pedig megkérték rá. Elment. Az első néhány hónap igazán nehéz volt Dave számára. A londoni bulikon Syd is felbukkant, ott állt a színpad előtt és Dave-et nézte… Mintha azt akarta volna mondani, hogy „ez az én zenekarom”.
A többiek azt mondták neki: „Játssz úgy, mint Syd Barrett”.
Igen, nyilvánvalóan azért kerestek meg, hogy felváltsam őt, legalábbis a színpadon. Lehetetlen volt rájönni, hogy mit gondolt erről. Nem hiszem, hogy Sydnek lenne véleménye. Az első terv az volt, hogy velem együtt öten játszanánk, így Syd furcsa viselkedése nem akadályozta volna a munkát. A következő ötlet az volt, hogy Syd otthon írt volna dalokat; olyan lett volna, mint Brian Wilson, nem lépett volna fel velünk. A harmadik az volt, hogy semmit sem kellett volna csinálnia. Ez hamar visszaütött és… nyilvánvaló volt, hogy ezzel a módszerrel nem  tudtuk volna folytatni.
A sikereink miatt sebezhetőek vagyunk, és Syd a fegyver, amivel minket támadnak. Ez még különösebbé teszi a helyzetet és ez az, amivel el tudják adni a lapokat. Ráadásul könnyen teszik, mert egyetlen állításuk sem tény, csak szóbeszéd, egyikük sem tudja az igazat, csak kitalálják a dolgokat. Egy ember kitalál valamit, a többi pedig elhiszi.
Annak, hogy Syd ma is legenda, a James Dean-szindróma az oka, az, hogy nem teljesítette be a végzetét.

## Közreműködők
- Roger Waters – ének, basszusgitár
- David Gilmour – ének, gitár
- Richard Wright – ének, zongora, orgona, Mellotron, vibrafon
- Nick Mason – dob, ütőhangszerek, ének
- Syd Barrett – ének, gitár
- Az Üdvhadsereg fúvószenekarának 8 tagja: – Ray Bowes (kornett), Terry Camsey (kornett), Mac Carter (harsona), Les Condon (E♭ bass), Maurice Cooper (eufónium), Ian Hankey (harsona), George Whittingham (B♭ bass) és még egy ember a Jugband Blues című dalban

### Produkció
- Hipgnosis – borító
- Norman Smith – dob és vokál a Remember a Day című dalban; producer